# Andreas Sigismund Marggraf
Andreas Sigismund Marggraf (Berlín, 3 de marzo de 1709-Ibidem. 7 de agosto de 1782) fue un químico alemán y pionero de la química analítica en Berlín, que entonces era la capital de Brandeburgo, un principado importante del Sacro Imperio Romano. Aisló el zinc en 1746 por calentamiento de calamina y carbón. Aunque no fue el primero en hacerlo, Marggraf está acreditado por su precisa descripción del proceso y por establecer su teoría básica. En 1747, Marggraf anunció el descubrimiento de azúcar en la remolacha y diseñó un método que utilizaba alcohol para extraerla. Su alumno Franz Achard ideó más tarde un método económico industrial para extraer el azúcar en su forma pura.

## Vida
Andreas Sigismund Marggraf era hijo del farmacéutico Henning Christian Marggraf (1680-1754), que era dueño de una farmacia en Berlín y profesor en el Collegium Medico-Chirurgicum (Escuela Médico-Quirúrgica). Andreas entró temprano en contacto con el negocio farmacéutico y médico, y comenzó a estudiar en la escuela de medicina en 1725. Estudió con Caspar Neuman en Berlín, Alemania, pero también visitaba farmacias en otras ciudades, entre ellas Fráncfort del Meno y Estrasburgo. También asistió a clases en la Universidad de Halle. Andreas trabajaba en la farmacia de su padre y su trabajo se centraba en la química. Más adelante, ayudó a reorganizar la Societat der Wissenschaften en la Akademie der Wissenschaften (Academia Prusiana de las Ciencias) y se convirtió en el director de la sección de física en 1760. Incluso después de un derrame cerebral en 1774, continuó el trabajo en los laboratorios de la Academia hasta su jubilación en 1781.

## Trabajo
Marggraf introdujo varios métodos nuevos en química experimental. Usó métodos de precipitación para el análisis, como la reacción de azul de Prusia para la detección de hierro. Entre los trabajos importantes de Marggraf en química inorgánica se incluyen la mejora de la producción de fósforo a partir de la orina. y la detección de sales de metales alcalinos en las cenizas de plantas y su identificación mediante ensayo a la llama. Su extracción de azúcar a partir de remolacha, que entonces sólo estaba disponible en la caña de azúcar, fue el punto de partida para el sector del azúcar en Europa. Aunque Marggraf reconoció el impacto económico de ese descubrimiento, él no lo persiguió. Un estudiante de Marggraf, Franz Achard, completó el trabajo y desarrolló un método de extracción económica para el azúcar de remolacha. Otros estudiantes de Marggraf fueron Johann Gottlob Lehmann, Franz Carl Achard y probablemente Valentin Rose el Viejo y Martin Heinrich Klaproth.

## Aislamiento del zinc
Marggraf aisló el zinc en 1746 por calentamiento de una mezcla de calamina y carbón en un recipiente cerrado sin cobre. Él era consciente de que el mismo proceso había sido desarrollado (y patentado) por William Champion en Inglaterra alrededor de 1738-1740 y de Anton von Swab en Suecia hacia 1742. Marggraf sin embargo había descrito el proceso con gran detalle y estableció su teoría básica, por lo que se le considera a menudo como autor del aislamiento del zinc. Este procedimiento se convirtió en una práctica comercial hacia 1752.